# クラッシュフォーティー
Crush 40（クラッシュフォーティー）は、シンガーのジョニー・ジョエリ、ギタリストの瀬上純からなるハードロックバンド。愛称は『クラフォー』。

## 概要・略歴
北米で活動していたロックバンド"Hardline"のヴォーカリストのジョニー・ジョエリと、海外の大物アーティストとのコラボレーションで知られる日本人ギタリストの瀬上純を固定メンバーとするHR/HMバンドである。ベースやドラムなどのサポートメンバーは、楽曲制作の中心地での、その曲調に合ったフリーのプレイヤーを起用している。日本ではセガのビデオゲーム『ソニック・ザ・ヘッジホッグシリーズ』のテーマソングを歌うバンドとして広く知られるようになった。瀬上純自身もセガで作曲家として活動している。声域が広いジョニーの深いハスキーボイスと、様々なギターサウンドを繰り出す瀬上の独特な曲調が世界的に高い評価を得ている。
2008年10月12日、東京ゲームショウ2008のセガブースにてフィナーレライヴを行った。
2010年8月7日、イギリスロンドンで開催されたソニックファンによるイベントサマー・オブ・ソニックでライヴを行った。日本国外でのライヴパフォーマンスはこれが初である。
2011年7月30日と7月31日に渋谷のLIVE STAGE GUILTYにてCrush 40 Live in Tokyo 2011が行われた。
2013年6月29日と6月30日にZepp Tokyoで開催されたゲームイベント「JAPAN GAME MUSIC FESTIVAL 2013」に出演。全出演者中唯一の2日連続公演を行った。

2018年1月13日、14日にディファ有明で開催された『JAPAN Game Music Festival II:Re』に２日間とも出演。
2021年6月23日ソニック30周年を記念したオーケストラコンサート「Sonic 30th Anniversary Symphony」に出演。

## 結成までの流れ
以前からジョニーの歌声を好んでいた瀬上が『ソニックアドベンチャー』のメインテーマソングである"Open Your Heart"のヴォーカルを探す際に、HARDLINE解散後にドイツ人ギタリスト、アクセル・ルディ・ペルと共に活動していたジョニーにコンタクトをとったのがきっかけ。SONS OF ANGELSという前身バンドで活動した。その後楽曲が世界的に高い評価を得て、二人は正式にバンドを組むことにした。

## バンド名の由来
最初は瀬上が作った楽曲"Sons of Angels"をバンド名にして活動していたが、北欧の同名バンドが再結成することになったため改名することになり、ジョニーと瀬上で好きな単語を出していき、単語の前後にナンバーを付けていって雰囲気と語感が良かったものを選んでいった結果、"Crush 40"というバンド名になった。しかしジョニーは音楽雑誌やインターネットのインタビュー向けには別の格好良い由来をもっともらしく話している。

## メンバー
- Johnny Gioeli (Vo & lyrics) ジョニー・ジョエリ
- Jun Senoue (G & music) 瀬上純
- 種子田健 (Ba)
- Akht. (Dr)

## 過去のサポートメンバー
ベーシスト
- Shoyo
- 柴田直人

ドラマー
- Katsuji
- Mark Schulman
- 河村徹
- 本間大嗣

## ディスコグラフィ
（発売は日本国内でのもの）

### オリジナル作品
- Thrill Of The Feel (Original album)(2000/3/23)(Sons Of Angels名義)

- Crush 40 (Original album)(2003/2/18)

- The Best Of Crush 40 - Super Sonic Songs (Best of album)(2009/11/18)

- "Song Of Hope" (Digital single)(2011/11/01)

東北地方太平洋沖地震のためにリリースされたチャリティシングル
- "Sonic Youth"、"One Of Those Days"、"Rise Again" (Digital singles)(2012/7/4)

- Rise Again (EP)(2012/8/1)

- Live![2] (Live Album)(2012/10/3)[3]

- 2 Nights 2 Remember (2015/5/13)

### 参加作品（主にソニックシリーズ）
- Cuts Unleashed (Vocal tracks album)(2001/8/22)

"Live and Learn"に参加(Sons of Angels名義)
- Triple Threat (Vocal tracks album)(2004/2/4)

"Sonic Heroes"、"What I'm Made of..."、"Open Your Heart"に参加
- Lost and Found (Vocal tracks album)(2006/2/22)

"I am...All of Me"、"Never Turn Back"に参加
- Several Wills (Vocal tracks album)(2007/1/10)

"All Hail Shadow (Crush 40 Version)"、"His World (Crush 40 Version)"に参加
- True Blue (Sound track)(2008/1/23)

"Live and Learn"、"What I'm Made of..."、"Seven Rings in Hand (Crush 40 Version)"に参加
- Face To Faith (Vocal tracks album)(2009/4/8)

"Knight of the Wind"、"Fight the Knight"、"Through the Fire"、"Live Life"、"With Me (Massive Power Mix)"に参加
- Break Free (Sound track)(2010/12/08)

"Free"(作詞作曲)、"Free (Crush 40 Version)"に参加
- SONIC THE HEDGEHOG CD ORIGINAL SOUNDTRACK 20th Anniversary Edition (Sound track)(2011/11/23)

"Sonic Boom (Crush 40 vs. Cash Cash)"に参加
- Blue Blur (Sound track)(2012/01/11)

"Open Your Heart - Crush 40 vs. Circuit Freq RMX"に参加

## 出演
- 東京ゲームショウ2008 フィナーレライブ
- Crush 40 Live in Tokyo 2012
- JAPAN GAME MUSIC FESTIVAL 2013
- Crush 40 2 Nights 2 Remember Live In Tokyo 2014 [3/29・30]